# Maury City
Maury City es un pueblo ubicado en el condado de Crockett en el estado estadounidense de Tennessee. En el Censo de 2010 tenía una población de 674 habitantes y una densidad poblacional de 230,91 personas por km².

## Geografía
Maury City se encuentra ubicado en las coordenadas 35°48′52″N 89°13′26″O / 35.81444, -89.22389. Según la Oficina del Censo de los Estados Unidos, Maury City tiene una superficie total de 2.92 km², de la cual 2.92 km² corresponden a tierra firme y (0%) 0 km² es agua.

## Demografía
Según el censo de 2010, había 674 personas residiendo en Maury City. La densidad de población era de 230,91 hab./km². De los 674 habitantes, Maury City estaba compuesto por el 65.43% blancos, el 25.67% eran afroamericanos, el 0% eran amerindios, el 0.15% eran asiáticos, el 0% eran isleños del Pacífico, el 6.82% eran de otras razas y el 1.93% pertenecían a dos o más razas. Del total de la población el 10.09% eran hispanos o latinos de cualquier raza.